# Línea 150 (Buenos Aires)
La Línea 150 es una línea de colectivos del Área Metropolitana de Buenos Aires. Une los barrios porteños de Retiro y Villa Lugano.
Anteriormente la línea 150 era operado por la empresa Transportes Automotor Riachuelo S.A. (TARSA), pero el 1 de junio de 2011 la empresa dejó de operar la línea y pasó a manos de NUDO S.A. que opera desde entonces.
Es entonces, que Grupo NUDO se hace cargo de la línea, a través de la empresa NUDO S.A.

## Recorridos

### A - Barrio Manuel Savio - Retiro por Estación Sáenz
Servicio Común 
Ida a Villa Lugano: Desde Hospital Ferroviario Por Avenida Presidente Ramón S. Castillo, Avenida de los Inmigrantes, Avenida Antártida Argentina, Avenida Doctor José María Ramos Mejía, Avenida Maipú, Avenida Santa Fe, Rodríguez Peña, Avenida Rivadavia, Solís, Hipólito Yrigoyen, Solís, Constitución, Combate Los Pozos, Avenida Caseros, Esteban De Luca, Rondeau, Dean Funes, Zavaleta, Los Patos, Atuel, Famatina, Enrique Ochoa, Avenida Sáenz, Esquiú, Del Barco Centenera, Avenida General Francisco Fernández De La Cruz, Larrazábal, Ana Díaz, Soldado De La Frontera, Avenida Coronel Roca hasta Timoteo Gordillo.
Regreso a Hospital Ferroviario: Desde Evita Y Rivera Sin Tráfico De Pasajeros Por Evita, Olavarría Hasta Autopista Teniente General Pablo Ricchieri, Continuando Con Tráfico De Pasajeros Por Olavarría, Juan Rava, Rizzuto, Franklin Delano Roosevelt, Cruce Avenida General Paz, Avenida General Paz Este, Tabaré, Lisandro De La Torre, Avenida Coronel Roca, Soldado De La Frontera, Ana Díaz, Larrázabal, Avenida General Francisco Fernández De La Cruz, Del Barco Centenera, Esquiú, Avenida Sáenz, Grito De Asencio, Iguazú, Profesor Doctor Pedro Chutro, Monteagudo, Avenida Caseros, Avenida Vélez Sársfield, Avenida Entre Ríos, Avenida Callao, Avenida Santa Fe, Florida, San Martín, Avenida Eduardo Madero, Avenida Doctor José María Ramos Mejía, Avenida Antártida Argentina, Avenida de los Inmigrantes, Avenida Presidente Ramón S. Castillo Hasta Hospital Ferroviario.

### B - Barrio Manuel Savio - Retiro por Hospital Aeronáutico
Servicio Común
Ida a Villa Madero: Desde Hospital Ferroviario Por Avenida Presidente Ramón S. Castillo, Avenida de los Inmigrantes, Avenida Antártida Argentina, Avenida Doctor José María Ramos Mejía, Avenida Maipú, Arenales, Suipacha, Marcelo Torcuato De Alvear, Rodríguez Peña, Avenida Rivadavia, Solís, Hipólito Yrigoyen, Solís, Constitución, Combate Los Pozos, Avenida Caseros, Esteban De Luca, Rondeau, Dean Funes, Zavaleta, Los Patos, Pepirí, Traful, Esquiú, Del Barco Centenera, Avenida General Francisco Fernández De La Cruz, Larrazábal, Ana Díaz, Soldado De La Frontera, Avenida Coronel Roca, Timoteo Gordillo, Corrales, Cruce Avenida General Paz, Franklin Delano Roosevelt, Rizzuto, Juan Rava, Olavarría Hasta Autopista Teniente General Pablo Ricchieri, Continuando Sin Tráfico De Pasajeros Por Olavarría, Evita Hasta Rivera.
Regreso a Hospital Ferroviario: Desde Evita Y Rivera Sin Tráfico De Pasajeros Por Evita, Olavarría Hasta Autopista Teniente General Pablo Ricchieri, Continuando Con Tráfico De Pasajeros Por Olavarría, Juan Rava, Rizzuto, Franklin Delano Roosevelt, Cruce Avenida General Paz, Avenida General Paz Este, Tabaré, Lisandro De La Torre, Avenida Coronel Roca, Soldado De La Frontera, Ana Díaz, Larrázabal, Avenida General Francisco Fernández De La Cruz, Del Barco Centenera, Esquiú, Avenida Sáenz, Ventana, Diógenes Taborda, Grito De Asencio, Iguazú, Profesor Doctor Pedro Chutro, Monteagudo, Avenida Caseros, Avenida Vélez Sársfield, Avenida Entre Ríos, Avenida Callao, Avenida Santa Fe, Florida, San Martín, Avenida Eduardo Madero, Avenida Doctor José María Ramos Mejía, Avenida Antártida Argentina, Avenida de los Inmigrantes, Avenida Presidente Ramón S. Castillo Hasta Hospital Ferroviario.

## Siniestros relevantes
Mayo de 2019: choque contra una unidad de la Línea 12, provocando siete heridos